# Носковский, Зенон Владиславович
Зенон Владиславович Носковский (укр. Зенон Володиславович Носковський; 31 октября 1889, Мушкатовка, Австро-Венгрия — 3 декабря 1962, словацкая часть ЧССР) — украинский военный деятель, военнослужащий легиона Украинских сечевых стрельцов в годы Первой мировой войны (обер-лейтенант), военнослужащий армии УНР и Красной Украинской Галицкой армии в годы Гражданской войны.

## Биография
Родился в селе Мушкатовка (ныне Борщёвский район Тернопольской области) в семье греко-католического священника отца Владислава Носковского и Ольги Носковской, уроженки Свистунов. Семья Носковских имела шляхетсткое происхождение и принадлежала к гербу Лада.
В раннем возрасте с родителями переехал в Сороки (Бучацкий повет). Окончил Академическую гимназию во Львове, и юридический факультет Львовского университета. Состоял в спортивных обществах «Сокол» и «Просвита».
В Первую мировую войну служил в легионе Украинских сечевых стрельцов, командовал 4-й сотней. Награждён Серебряной медалью за храбрость 2-го класса за проявленные боевые качества в битве на горе Ключ. 31 мая 1916 участвовал в церемонии похорон Ивана Франко, возложив венок на его могилу от имени УСС. 30 сентября 1916 попал в плен к Российской императорской армии после сражений под Потуторами и Конюхом. Проживал в Пензе и Симбирске, осенью 1916 года там встретил своего отца.
После событий 1917 года был освобождён из плена, записался в армию УНР, возглавив сначала сотню, а потом и полк УСС. Участвовал в войне против Польши. 12 ноября 1918 участвовал в боях за Львов, защищая железную дорогу и командуя частью из 280 стрельцов. В Гражданской войне вскоре перешёл на сторону СССР, записавшись в Красную Украинскую Галицкую Армию и возглавив полк 2-го корпуса 1-й бригады Красных УСС.
С 1920 года и до конца жизни жил в Чехословакии, работая адвокатом и судьёй.